# Ronald Fraser McKeever
Ronald Fraser McKeever (ur. 1914, zm. 1981) – brytyjski urzędnik konsularny i dyplomata. 
Pełnił szereg funkcji w służbie zagranicznej, m.in. wicekonsula w Dakarze (1948-1950), i Chicago (1950-1953), konsula w Kansas City (1953-1958), Gdańsku (1958-1959), Leopoldville (1959-1962), i Tarnsui na Tajwanie (1962-1966), ambasadorem w Lomé (1966-1970) oraz konsulem generalnym w Neapolu (1971-1974).